# Marcus Dunstan
Marcus Dunstan  (Macomb, Illinois, 19 de setembro de 1975) é um roteirista e diretor de cinema norte-americano.

## Carreira
É mais conhecido como roteirista, tendo co-escrito roteiros para os filmes, Banquete no Inferno, Banquete no Inferno 2, Banquete no Inferno 3: O Final Feliz, O Colecionador de Corpos, Jogos Mortais 4, Jogos Mortais 5, Jogos Mortais 6, Jogos Mortais - O Final, Piranha 2 e The Collection, com o seu amigo roteirista é colaborador Patrick Melton. Sendo que no filme O Colecionador de Corpos, marca a estreia de Marcus Dunstan como diretor.
De acordo com Patrick Melton, eles se conheceram durante seus anos na Universidade de Iowa, quando eles eram membros da mesma Fraternidade.
Dunstan e Melton apareceram na indústria como os dois vencedores da 3 ª Temporada do "Project Greenlight" em 2004, com seu roteiro, do filme Banquete no Inferno, dirigido por John Gulager, era um reality show bancado pela Miramax e produzido por Ben Affleck e Matt Damon, que dar á novos talentos a chance de escrever e dirigir um filme. Os dois fizeram o filme de terror gore Banquete no Inferno, até hoje o único longa saído do programa que realmente chegou aos cinemas.
No entanto, foi o envolvimento de Patrick Melton e Marcus Dunstan com Jogos Mortais, a franquia de terror de maior sucesso de todos os tempos, que trouxe-lhes o reconhecimento mundial e o sucesso internacional. Desde então, os dois tornaram-se nomes famosos dentro do gênero de terror.
Além de co-escrever o roteiro do filme O Colecionador de Corpos. Ele novamente, dirigiu a continuação, desse filme de sucesso The Collection.

## Trabalhos

### Diretor
- 2011 - O Colecionador de Corpos 2 (The Collection)
- 2009 - O Colecionador de Corpos (The Collector)

### Roteirista
- 2011 - Piranha 2 (Piranha 3DD)
- 2011 - O Colecionador de Corpos 2 (The Collection)
- 2010 - Jogos Mortais - O Final (Saw 3D) (2010)
- 2010 - The Candidate (curta-metragem)
- 2009 - Jogos Mortais 6 (Saw VI)
- 2009 - O Colecionador de Corpos (The Collector)
- 2009 - Banquete no Inferno 3: O Final Feliz (Feast III: The Happy Finish) (vídeo)
- 2008 - Jogos Mortais 5 (Saw V)
- 2008 - Banquete no Inferno 2 (Feast II: Sloppy Seconds) (vídeo)
- 2007 - Jogos Mortais 4 (Saw IV)
- 2005 - Banquete no Inferno (Feast)

### Ator
- 2009 - Into the Dark: Exploring the Horror Film (Documentário), Marcus Dunstan